# Antonín Šplíchal
Antonín Šplíchal (* 4. srpna 1947 v Olomouci) je český výtvarník a ilustrátor knížek pro děti.
Vyučil se aranžérem, poté vystudoval v Uherském Hradišti užitou grafiku. Jeho prvním samostatným dílem byl komiks Tři mušketýři z roku 1972. Po roce 1991 začal pracovat jako ilustrátor na volné noze. Dosud ilustroval přes sto knížek, převážně pro děti.
Má syna Jakuba Šplíchala a dceru Lucii Šnajdrovou. Vnuky Davida a Filipa Šnajdrovy.